# Léon Creux
Pour les articles homonymes, voir Creux.
Léon Creux, né le 28 février 1875 à Paris et mort le 13 avril 1938 dans cette même ville, est un ingénieur, un inventeur et un romancier français. 

## Biographie

### Famille et formation

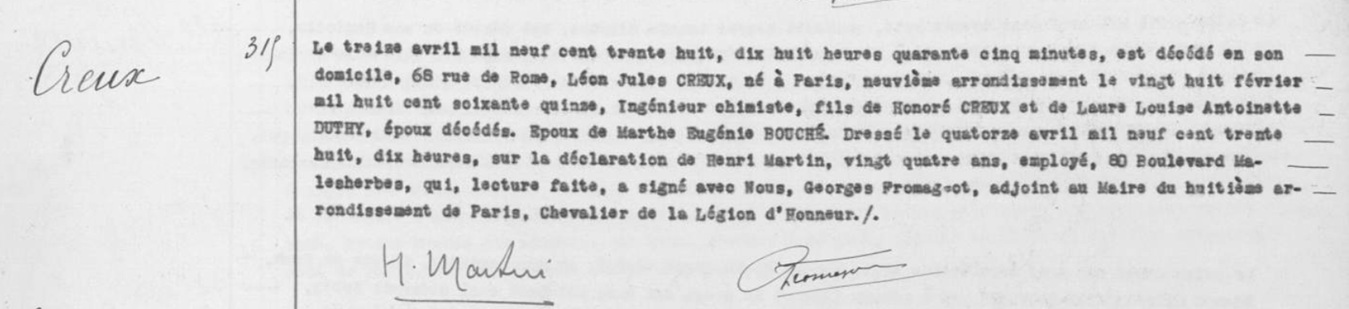
1938.04.13 - Acte de décès de Léon Jules Creux.

Léon Jules Creux naît le 28 février dans le 9e arrondissement de Paris du mariage d'Honoré Creux et de Laure Louise Antoinette Duthy.
En 1896, Léon Creux est ingénieur chimiste diplômé de la 12e promotion de l'École supérieure de physique et de chimie industrielles de la ville de Paris (ESPCI).
Il épouse Marthe Eugénie Bouché et meurt à son domicile, 68, rue de Rome dans le 8e arrondissement de Paris, le 13 avril 1938,.

### Inventeur
En 1895, il est ingénieur chimiste à la compagnie L'Ozone.
En 1905, il invente le principe du compresseur à spirale et publie des brevets et de plusieurs autres améliorations du moteur rotatif.

### Romancier
Léon Creux est l'auteur de deux romans, qualifiés tous deux de « roman scientifique et d'aventures extraordinaires ».
Le premier, publié en 1922, raconte un voyage au centre de la terre, en s'enfonçant directement par forage et non dans une cheminée comme chez Jules Verne. Voyage, découverte et emploi de la technologie sont à la base de cette fiction.

## Publications

### Brevets d'invention
- Brevet FR350036 « Moteur rotatif », publié le 24 août 1905, [lire en ligne]
- Brevet FR528648 « Perfectionnements aux moteurs à explosion », publié le 15 novembre 1921, [lire en ligne]

### Scientifiques
- « Moteur rotatif à développante de cercle. Système L. Creux », Le Génie civil : revue générale des industries françaises et étrangères,‎ mars 1909, p. 415-418 (lire en ligne).
- « Transformation du mouvement d’expansion en mouvement de rotation par la développante de cercle », Comptes rendus hebdomadaires des séances de l'Académie des sciences, janvier - juin 1911. [lire en ligne]
- « L'organisation industrielle et la tourmente économique » in La production française agricole et industrielle, 25 octobre 1931, p. 2.

### Romans
- Le voyage de l'Isabella au centre de la terre, grand roman scientifique et d'aventures extraordinaires, préface de Pierre Benoit, illustrations de  Paul Coze, Librairie Ducrocq Chulliat éditeur, 1922[7],[8].
- Le secret de la Dourada, roman scientifique et d'aventures extraordinaires, illustrations de Luc Leguey, Librairie Ducrocq, 1925[10].

## Pour approfondir